# Операция «Зейдлиц»
Операция «Зейдлиц» (нем. Unternehmen «Seydlitz») или, в советских источниках, Оборонительная операция в районе города Белый, Оборонительная операция под Холм-Жирковским, Холм-Жирковская оборонительная операция — наступательная операция 9-й немецкой армии группы армий «Центр». Одно из сражений Ржевской битвы. 
Операция «Зейдлиц» была последней из серии операций по ликвидации выступов, образовавшихся в результате наступления Красной Армии зимой 1941—1942 годов. Главной целью операции был разгром 39-й армии генерал-лейтенанта И. И. Масленникова и 11-го кавалерийского корпуса полковника С. В. Соколова, занимавших участок фронта в районе Холм-Жирковского. 
В советской исторической науке это неудачное для советских войск оборонительное сражение почти не упоминалось и не исследовалось.

## Положение сторон
В результате Ржевско-Вяземской операции 1942 года войска 39-й армии (21-я гвардейская стрелковая, 252-я, 256-я, 357-я, 373-я и 381-я стрелковые дивизии, артиллерийский полк, три дивизиона гвардейских миномётов, танковый батальон, два инженерных батальона и 11-го кавалерийского корпуса (18-я, 24-я, 46-я и 82-я кавалерийские дивизии) Калининского фронта (командующий генерал-полковник И. С. Конев) занимали обширный выступ в районе Холм-Жирковского на границе Калининской и Смоленской областей, изобиловавший лесами, болотами и реками. Этот выступ находился, в свою очередь, на западном фасе немецкого Ржевско-Вяземского выступа в непосредственной близости от основных коммуникаций противника (шоссе и железная дорога Смоленск — Вязьма, железная дорога Ржев — Сычёвка), которые играли важную роль в снабжении группы армий «Центр». Общая численность советских войск в выступе оценивалась немцами в 60 тысяч человек. Советские войска испытывали острый недостаток боеприпасов. Придавая огромное значение своей Ржевско-Вяземской группировке, немецкое командование не могло оставить без внимания такую угрозу и сразу после завершения весенних боёв в районе Вязьмы и Ржева приступило к подготовке операции по уничтожению Холм-Жирковского выступа. Эта операция получила кодовое наименование «Зейдлиц».

## Планы и силы сторон
Расположение войск благоприятствовало немецкому замыслу проведения операции на окружение: огромный выступ (площадью до 5000 квадратных километров) соединялся с главными силами Калининского фронта через узкий «коридор» (максимальная ширина — 28 километров) в районе Нелидово. Удерживаемая советскими войсками территория внутри выступа представляла собой труднопроходимую лесисто-болотистую местность с многочисленными реками, но редкими грунтовыми дорогами. По краям коридора немецкие войска удерживали города Оленино и Белый, превращённые в исключительно сильные оборонительные районы. Очень неудачным было управление советскими войсками: силы внутри выступа не были объединены под единым руководством, а самые уязвимые рубежи — границы «коридора» обороняли другие армии (северную границу — 22-я армия под командованием генерала В. А. Юшкевича, южную границу — 41-я армия под командованием генерал-майора Г. Ф. Тарасова).
Согласно воспоминаниям Г. К. Жукова и И. С. Конева, наибольшую тревогу за судьбу наших войск в Холм-Жирковском выступе проявил И. В. Сталин, который на одном из совещаний предложил самим вывести оттуда войска. Против выступил И. С. Конев, мотивировавший это тем, что наличие этого выступа сковывало значительное количество немецких войск, которые в случае ухода советских войск могли быть выведены в резерв для формирования новых ударных группировок. Г. К. Жуков его поддержал, и И. В. Сталин снял своё предложение. Дальнейшее развитие ситуации показало, что И. В. Сталин в данной ситуации оценивал обстановку более реально, чем его генералы.
План операции разработал командующий 9-й немецкой армии генерал-полковник В. Модель. Однако 23 мая во время вылета в войска он был ранен и находился в госпитале. Обязанности командующего армией исполнял командир 46-го танкового корпуса генерал танковых войск Г. фон Фитингхоф. Для проведения операции «Зейдлиц» были задействованы значительные силы и обеспечено количественное и качественное превосходство над советскими войсками. В операции участвовали десять пехотных и четыре танковых дивизии (321 танк, не считая танков и самоходных орудий в составе пехотных частей). Также была сформирована отдельная кавалерийская бригада в составе 3-х полков с 14-ю танками (командир полковник Карл фон дер Меден).
Советское командование получило сведения разведки о сосредоточении немецких войск и в целом правильно оценило планы противника, но организовать надлежащее противодействие не сумело.

## Начало операции
2 июля 1942 года в 3:00 после короткой артиллерийской и авиационной подготовки немецкое наступление началось двумя ударными группировками: с севера из района Оленино наступал 23-й армейский корпус генерала пехоты А. Шуберта (2 танковые дивизии, 2 пехотные дивизии, кавалерийская бригада). С юга из района Белого наступала отдельная группа Эзебека (танковая и пехотная дивизии). В первые дни операции советские войска оказали упорное сопротивление, и только глубокий обход по лесным дорогам немецкой кавалерийской бригады с выходом в тыл обороняющимся войскам позволил противнику добиться успеха.
Лишь на четвёртый день, 5 июля, немецкие танковые дивизии из северной и южной группировок встретились в районе деревни Пушкари, перерезав шоссе Белый — Оленино. Кольцо окружения вокруг советских войск замкнулось. В нём оказались в полном составе 39-я армия и 11-й кавалерийский корпус, а также две стрелковые дивизии и танковая бригада из 41-й армии, полная стрелковая дивизия и отдельные части двух дивизий 22-й армии.
Немцы понимали, что в огромной территории «котла» с расположенными внутри аэродромами окружённые советские части имеют возможность длительно и успешно обороняться, что уже продемонстрировали советские войска в Ржевско-Вяземской операции весной 1942 года. Поэтому, не дожидаясь завершения окружения, 4 июля с восточного фаса Холм-Жирковского выступа третья ударная группировка (1 танковая и 2 пехотные дивизии) нанесла глубокий рассекающий удар в западном направлении. Получив сведения об этом, 5 июля командующий фронтом И. С. Конев понял безнадёжность сопротивления внутри выступа и отдал приказ о прорыве всех окружённых сил из кольца окружения, но противник не допустил этого: 6 июля кольцо окружения было разрезано надвое, и образовались две окружённые группировки. Двигаясь к рубежам прорыва по плохим грунтовым дорогам (из-за прошедших дождей движение вне дорог стало невозможным) советские войска постоянно подвергались ударам немецкой авиации и несли большие потери. Большое количество военной техники было брошено из-за невозможности её переброски. Была утрачена на несколько дней связь командования фронта со штабом 39-й армии.

## Бои в «котле» и прорыв части советских войск
В отличие от сражений 1941 года, советские войска проявили значительную устойчивость и управляемость в критических ситуациях. К 9 июля из окружения вырвались почти все части 41-й армии, наиболее близко располагавшейся к остальным войскам фронта (сильно поредевшие две дивизии и танковая бригада, оставшаяся без танков, всего свыше трёх тысяч человек). Севернее также успешно прорывались подразделения и целые части из состава сразу пяти дивизий. Для пресечения выхода советских войск из окружения немецкое командование было вынуждено ввести в бой в районе бывшего «коридора» последние оставшиеся резервы, готовившиеся для этой операции. Тем не менее 11 июля прорвалась группа численностью более одной тысячи человек во главе с командиром 381-й стрелковой дивизии, 13 июля — группа из 300 бойцов во главе с командиром кавалерийского полка. Не прекращались попытки прорыва и более мелких групп, при этом советские бойцы несли значительные потери.
12 июля командование 9-й немецкой армии доложило о завершении операции «Зейдлиц». В официальном сообщении немецкого командования от 13 июля 1942 года было сообщено о полном уничтожении всей окружённой группировки, захвате свыше 30 тысяч пленных, захвате и уничтожении 218 танков, 591 орудия, 1301 пулемёта и миномёта.
Фактически же организованное сопротивление окружённых советских войск и их попытки прорыва продолжались. К 17 июля в северном «котле» сражалась группа численностью около 1500 человек под руководством командира 18-й кавалерийской дивизии генерал-майора П. С. Иванова, в южном «котле» штаб 39-й армии и около восьми тысяч человек. В ночь на 19 июля самолётами У-2 была вывезена часть командования 39-й армии и её легко раненный командующий генерал-лейтенант И. И. Масленников. Командовать войсками остался заместитель командующего 39-й армией генерал-лейтенант И. А. Богданов, который организовал выход своих войск из окружения: вечером 21 июля были нанесены встречные удары изнутри и снаружи (185-я стрелковая дивизия 22-й армии). В ночь на 21 июля организованно прорвались 7362 человек, при этом в жестоком кровавом бою погибло около 460 бойцов и 172 попали в плен. Среди погибших были командир 18-й кавалерийской дивизии генерал-майор П. С. Иванов, заместитель командующего 22-й армией генерал-майор А. Д. Березин. Сам генерал-лейтенант И. А. Богданов шёл в атакующей цепи и прорвался к своим, но уже в глубине обороны 22-й армии получил смертельное ранение при артобстреле, был вывезен на самолёте в госпиталь и скончался в тот же день.
Окончательно сопротивление внутри кольца окружения прекратилось 23 июля 1942 года. В общей сложности из окружения прорвались до 20 тысяч человек.

## Итоги операции
В ходе операции «Зейдлиц» советские войска Калининского фронта потерпели крупное поражение. Важный и выгодный плацдарм в глубине ржевско-вяземской группировки противника был утрачен, что повысило её устойчивость в обороне. Противник восстановил движение по кратчайшим дорогам из Смоленска в Оленино, значительно улучшив снабжение своей 9-й армии.

## Потери
В вопросе определения уровня потерь немногочисленные сведения российских и западных историков значительно расходятся друг с другом. Так, А. В. Исаев приводит в своём труде такие данные: общие потери 22-й, 39-й, 41-й армий и 11-го кавалерийского корпуса составили 61 722 человека, из них 4386 — убитыми и 47 072 — пропавшими без вести. Среди погибших были генерал-лейтенант И. А. Богданов, генерал-майоры П. С. Иванов, А. Д. Березин, П. П. Мирошниченко (начальник штаба 39-й армии), бригадный комиссар Р. А. Юсим (член Военного совета 39-й армии). Танковая бригада потеряла все 43 танка. Были взорваны все «катюши». Аналогичные данные приводит С. А. Герасимова.
По считающимся официальными данным, представленным Г. Ф. Кривошеевым, общие потери в этой операции определены в 20 360 человек, из них безвозвратные — в 7432 человека, санитарные — в 12 928 человек. С учётом характера сражения эти данные считаются явно заниженными. По немецким данным, всего в ходе операции было захвачено до 50 тысяч пленных, уничтожено или захвачено 230 танков, 58 самолётов, 760 орудий всех видов.
Потери немецкой стороны неизвестны и не публикуются даже в трудах немецких историков. Предполагается, что они были намного меньше потерь советских войск, но в то же время довольно значительны, поскольку это не позволило группе армий «Центр» принять участие в летнем наступлении вермахта 1942 года. Все выведенные в резерв части 9-й немецкой армии остались в Ржевском выступе и были задействованы в ходе Ржевско-Сычёвской операции.

### Исторические исследования
- Гроссманн Х. Ржев — краеугольный камень Восточного фронта. — Ржев: Ржевская правда, 1996. — 155 с.
- Исаев А. В. Краткий курс истории ВОВ. Наступление маршала Шапошникова. — М.: Эксмо, 2005. — 384 с. — ISBN 5-699-10769-X.
- Кривошеев Г. Ф. Россия и СССР в войнах XX века. Потери вооружённых сил: Статистическое исследование. — М.: Олма-Пресс, 2001. — 320 с. — ISBN 5-17-024092-9.
- Ладыгин И. Ж., Смирнов Н. И. На ржевском рубеже. — Ржев, 1992. — 280 с.
- Мыльников Л. П. Это было на Ржевско-Вяземском плацдарме. — Ржев, 1998. — 160 с.
- Типпельскирх К. История Второй мировой войны: в 2-х тт. — СПб.: Полигон, 1994. — Т. 1. — 291 с.
- Grossmann H. Geschichte der rheinish-westfaelischen 6.Infanterie-Division 1939—1945. Bad Nauheim. 1958, s. 114.

### Публицистика
- Герасимова С. А. Оборонительная операция войск Калининского фронта в июле 1942 года. // Военно-исторический архив. — 2001. — № 8 (23). — С. 18—56.
- Людские потери Советских Вооружённых Сил в 1941—1945 годах. Новые аспекты. // Военно-исторический журнал. — 1999. — № 2. — С. 5.
- Малышев А. М. Забытый подвиг. Об одной из первых операций Ржевско-Вяземской битвы. // «Независимое военное обозрение». — 2019, 13 июня. Архивная копия от 10 сентября 2019 на Wayback Machine